# Antiblemma calbum
Antiblemma calbum là một loài bướm đêm trong họ Erebidae.